# Dubovice
Dubovice (en allemand : Dubowitz) est une commune du district de Pelhřimov, dans la région de Vysočina, en République tchèque. Sa population s'élevait à 78 habitants en 2020.

## Géographie
Dubovice se trouve à 4 km à l'ouest du centre de Pelhřimov, à 31 km à l'ouest de Jihlava à 90 km au sud-est de Prague.
La commune est limitée par Pelhřimov au nord, à l'est et au sud, et par Horní Cerekev à l'ouest.

## Histoire
La première mention écrite de la localité date de 1379.